# Râul Zăvoaie, Cibin
Râul Zăvoaie este un curs de apă, afluent al râului Sibiel. 